# 폴 S. 켐프
폴 S. 켐프 (Paul S. Kemp)(1972년 4월 3일 ∼ )는 미국의 소설가이며 스타워즈의 소설가로 알려져 있다.

## 상세
크로스커렌트(Crosscurrent) 가 첫 번째 스타워즈 초판 소설이었으며 이후 구공화국: 기만 (Deceived)이라는 소설을 집필한다.

## 작품
- 스타워즈: 크로스커렌트 Star Wars: Crosscurrent (2010)
- 구공화국: 디시브드 The Old Republic: Deceived (2011)
- 스타워즈: 립타이드 Star Wars: Riptide (2011)
- 시스의 지배자 Lords of the Sith (2015)